# Зенин, Василий Яковлевич
Василий Яковлевич Зенин (6 марта 1935, село Точильное, Смоленский район, Западно-Сибирский край — 28 ноября 2015, Бийск, Алтайский край) — аппаратчик линолеумного цеха Бийского химического комбината Министерства машиностроения СССР, Алтайский край. Герой Социалистического Труда (1971).

## Биография
Родился в 1935 году в многодетной крестьянской семье в селе Точильное Западно-Сибирского края. Окончив семилетнюю школу, поступил в училище механизации сельского хозяйства, по окончании которого трудился в колхозе. С 1955 по 1958 года проходил срочную службу в Советской Армии. После армии работал водителем, после переехал в Бийск, где трудился грузчиком-такелажником, аппаратчиком, вальцовщиком линолеумного цеха на Бийский химическом комбинате.
Ежегодно перевыполнял производственный план, став одним из высококвалифицированных рабочих предприятия. Указом Президиума Верховного Совета СССР от 26 апреля 1971 года за выдающиеся заслуги в выполнении заданий пятилетнего плана и создание новой техники удостоен звания Героя Социалистического Труда с вручением ордена Ленина и золотой медали «Серп и Молот»
С 1981 года — мастер, начальник одного из участков Бийского химического комбината.
После выхода на пенсию проживал в Бийске. Состоял в Совете старейшин при губернаторе Алтайского края.
Скончался в 2015 году.

## Награды
- Герой Социалистического Труда — указом Президиума Верховного Совета СССР от 26 апреля 1971 года
- Орден Ленина